# Buena Vista (Hatillo)
Buena Vista es un barrio ubicado en el municipio de Hatillo en el estado libre asociado de Puerto Rico. En el Censo de 2010 tenía una población de 2490 habitantes y una densidad poblacional de 270,66 personas por km².
Entre sus sectores se encuentra Pajuil, considerado un barrio de Hatillo hasta la década de los 40, sector que está bajo proceso de convertirse en barrio separado nuevamente)

## Geografía
Buena Vista se encuentra ubicado en las coordenadas 18°24′26″N 66°48′32″O / 18.40722, -66.80889. Según la Oficina del Censo de los Estados Unidos, Buena Vista tiene una superficie total de 9.2 km², de la cual 9.2 km² corresponden a tierra firme y (0.03%) 0 km² es agua.

## Demografía
Según el censo de 2010, había 2490 personas residiendo en Buena Vista. La densidad de población era de 270,66 hab./km². De los 2490 habitantes, Buena Vista estaba compuesto por el 85.86% blancos, el 4.9% eran afroamericanos, el 0.16% eran amerindios, el 0.08% eran asiáticos, el 7.15% eran de otras razas y el 1.85% pertenecían a dos o más razas. Del total de la población el 99.72% eran hispanos o latinos de cualquier raza.